# Robert Aske
Robert Aske (* 1500; † 12. Juli 1537) war ein englischer Jurist.

## Leben und Karriere
Aufgewachsen in York zog es ihn bald nach London, wo er als Jurist tätig war. Er gilt als einer der Anführer der katholischen Pilgerreise der Gnade im Jahre 1536 gegen die Abspaltung der englischen Kirche von Rom und hatte einen großen Anteil an ihrem fast gewaltfreien Verlauf. Nach der vorübergehenden Begnadigung der Anführer der Pilgerreise wurde Aske zum König Heinrich VIII. nach London befohlen, um seine Anliegen vorzubringen.
Bei einem erneuten Aufflammen der Rebellion wurde Aske am 17. Mai des Hochverrats für schuldig befunden. Schließlich wurde Aske verhaftet und in den Tower gebracht. Ohne rechtmäßige Verhandlung wurde er zum Tode verurteilt, am 28. Juni nach York überführt und dort am 12. Juli 1537 am Clifford’s Tower von York Castle in Ketten aufgehängt, bis er starb.